# (S)-スチロピンシンターゼ
(S)-スチロピンシンターゼ（(S)-stylopine synthase）は、イソキノリンアルカロイド生合成酵素の一つで、次の化学反応を触媒する酸化還元酵素である。
(S)-ケイランチホリン + NADPH + H+ + O2 {\displaystyle \rightleftharpoons } (S)-スチロピン + NADP+ + 2 H2O
この酵素の基質は(S)-ケイランチホリン、NADPH、H+とO2で、生成物は(S)-スチロピン、NADP+とH2Oである。
組織名は(S)-cheilanthifoline,NADPH:oxygen oxidoreductase (methylenedioxy-bridge-forming)で、別名に(S)-cheilanthifoline oxidase (methylenedioxy-bridge-forming)がある。